# Problema anglófono nos Camarões
O problema anglófono, como é habitualmente chamado nos Camarões, é uma questão de natureza social e política que parte da coexistência no mesmo país de duas comunidades (os anglófonos e os francófonos) enraizada nos legados coloniais muito distintos
(alemães e britânicos, por um lado, e franceses, por outro lado).
Esta questão tende a confrontar muitos camaroneses habitantes das regiões noroeste e sudoeste do país, que normalmente se consideram anglófonos, ao restante dos Camarões. Isso decorre do fato de que ambas as regiões (formalmente Camarões do Sul britânicos) estiveram sob controle britânico como um mandato da Liga das Nações e depois como um território sob tutela das Nações Unidas, respectivamente. Enquanto muitos habitantes do noroeste e do sudoeste consideram que existe um problema anglófono, os outros, por sua vez, são alheios a esse sentimento. De fato, o termo «anglófono» suscita muita controvérsia atualmente, já que muitos camaronenses de regiões colonizadas pela França se consideram como anglófonos, sendo bilíngues ou monolíngues em inglês, uma vez que a maioria foi formada no subsistema educacional camaronês anglófono. A origem do problema anglófono é atribuída à Conferência Constituinte de Foumban (1961), que uniu em um único estado dois territórios com diferentes legados coloniais. O problema anglófono domina cada vez mais a agenda política dos Camarões, inspirando atos (marchas de protesto, greves) e discussões acaloradas que reivindicam o estabelecimento do federalismo ou a secessão completa dos anglófonos. A incapacidade do país de resolver o problema anglófono coloca em perigo o projeto nacional camaronês de unificar ambas comunidades.